# Psilochalcidia
Psilochalcidia is een geslacht van vliesvleugeligen uit de familie bronswespen (Chalcididae). De wetenschappelijke naam van dit geslacht is voor het eerst geldig gepubliceerd in 1951 door Steffan.

## Soorten
Het geslacht Psilochalcidia is monotypisch en omvat slechts de volgende soort:
- Psilochalcidia dentata Steffan, 1951